# Wang Fei (Volleyballspielerin)
Wang Fei (chinesisch 王菲; * 6. August 1981 in Henan, Volksrepublik China) ist eine ehemalige chinesische Beachvolleyballspielerin.

## Karriere
Wang Fei spielte seit 1998 zunächst nur sporadisch auf der Beachvolleyball World Tour. Seit 2001 startete sie mit Tian Jia (chinesisch 田佳) und gewann die chinesische Meisterschaft 2001 und die Asienspiele 2002. Ihre ersten Siege bei der FIVB Tour erreichten die beiden Chinesinnen 2003 bei den Bali Open in Indonesien und den anschließenden Italian Open in Mailand. 2004 belegten Tian/Wang nur einmal einen vierten Platz und bei den Olympischen Spielen in Athen schieden sie im Achtelfinale gegen die späteren Olympiasiegerinnen Walsh / May aus. Im folgenden Jahr kamen sie jedoch zu ihrem größten gemeinsamen Erfolg. Nach der Silbermedaille in Gstaad gewannen die beiden bei den Weltmeisterschaften in Berlin die Bronzemedaille. Nach der Niederlage im Halbfinale gegen die späteren Weltmeisterinnen Kerri Walsh und Misty May-Treanor bezwangen die Asiatinnen die Kubanerinnen  Dalixia Fernandez Grasset und Tamara Larrea Peraza im Spiel um den dritten Platz. Beim anschließenden Turnier in Stavanger sowie bei den Veranstaltungen in Paris und Klagenfurt erreichten Wang Fei/Tian Jia ebenfalls dritte Plätze. Danach trennten sich die beiden, und Wang Fei trat international drei Jahre nicht mehr in Erscheinung.
Zum Ende der Tour 2008 und ihrer Karriere traten Wang Fei und Tian Jia noch einmal zusammen an und erreichten in Sanya den dreizehnten Rang.